# 伊萬湖 (涅韋利斯基區)
56°06′57″N 30°04′00″E / 56.11583°N 30.06667°E
伊萬湖（俄语：Иван），是俄羅斯的湖泊，位於該國西北部，由普斯科夫州負責管轄，處於涅韋爾區，面積18平方公里，集水區面積336平方公里，平均水深4.2米，最大水深15米。